# Villa La Tesoriera

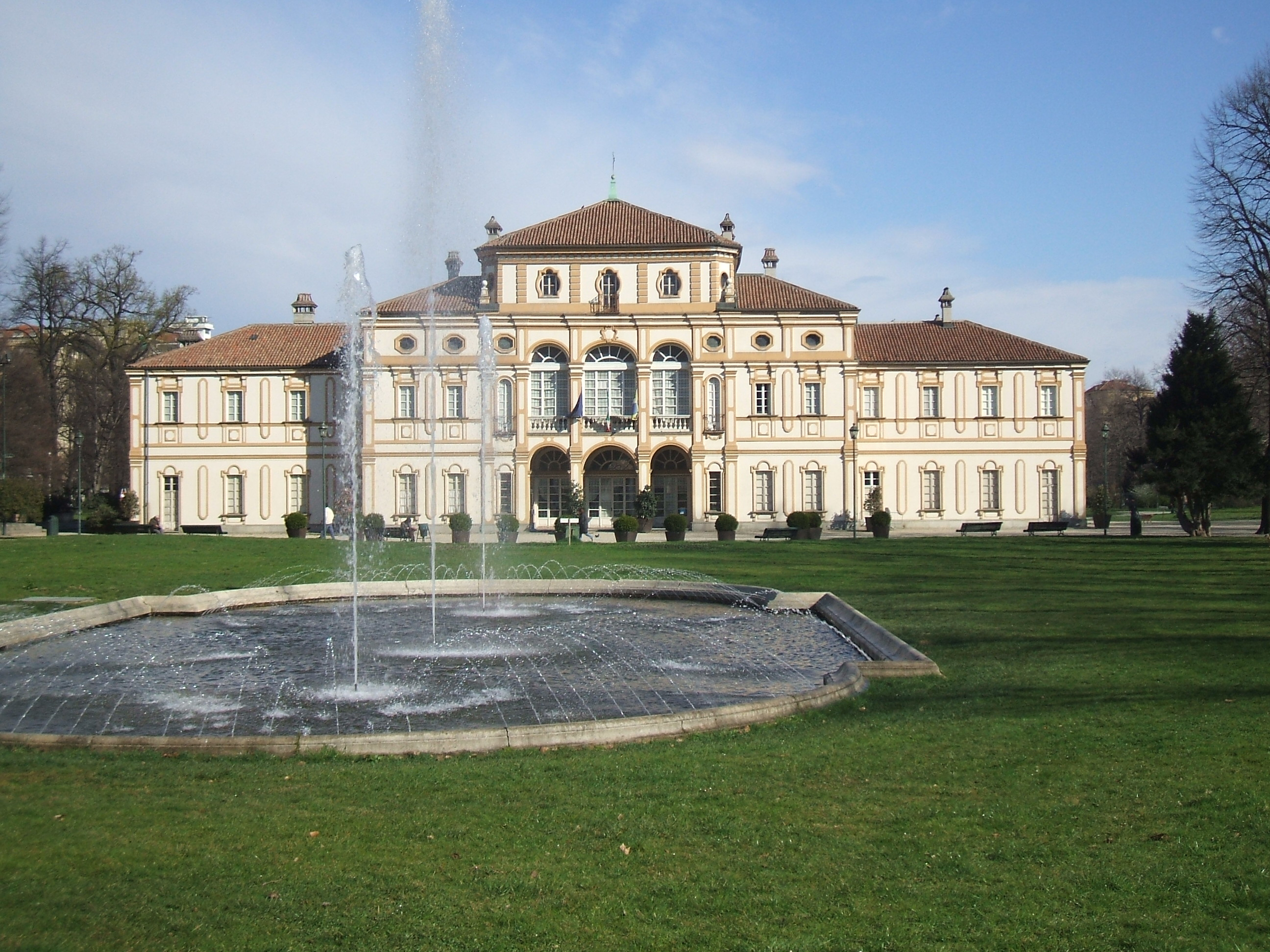
Fachada principal da Villa La Tesoriera.

A Villa La Tesoriera é um palácio setecentista de Turim, situado na IV circunsrição, com entrada principal pelo Corso Francia. O palácio é circundado por um vasto jardim aberto ao público.

## História

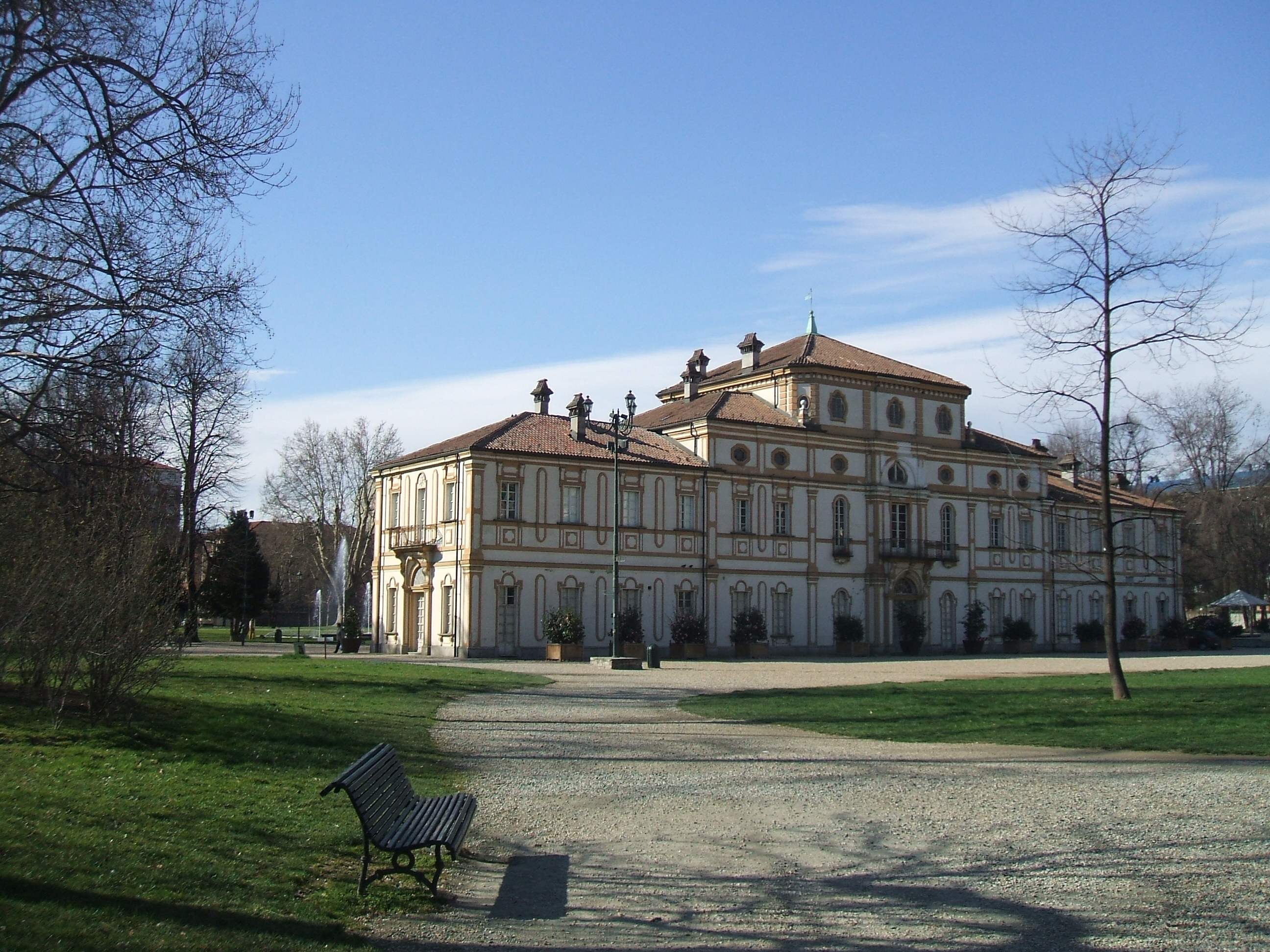
Vista da Villa La Tesoriera a partir do parque.

A villa nasceu, como o próprio nome sugere, como residência da tesouraria do estado saboiano, por vontade do recém-coroado rei Vítor Amadeu II de Saboia. Foi destinada o tesoureiro Ayme Ferrero de Borgaro, o qual havia adquirido, em 1713, os terrenos sobre os quais se ergue actualmente o palácio. O arquitecto encarregado da edificação foi Jacopo Maggi, o qual se inspirou no estilo de Guarino Guarini. Um dos artistas que colaboraram na decoração foi o pintor Giovanni Battista Crosato, o qual, mais tarde, seria autor de afrescos na Palazzina di caccia di Stupinigi.
Foi somente em 1844 que a villa, na posse do Marquês Fernando de Breme, conheceu um certo esplendor, também graças a uma substancial alteração da estrutura.